# Улащик, Николай Николаевич
Никола́й Никола́евич Ула́щик (бел. Мікалай Мікалаевіч Улашчык; 1 (14) февраля 1906, д. Вицковщина, Минский уезд, Минская губерния, Российская империя — 14 ноября 1986, Москва, РСФСР, СССР) — советский историк, археограф, прозаик, переводчик и мемуарист, специалист по истории Великого княжества Литовского. Доктор исторических наук (1964). Член Археографической комиссии АН СССР (1968). Написал около 400 научных трудов по истории.

## Биография
Родился 1 (14 по новому стилю) февраля 1906 года в зажиточной крестьянской семье в деревне Ви́цковщина около Минска (ныне в Дзержинском районе). Поступил на социально-историческое отделение педагогического факультета Белорусского государственного университета, но был отчислен по доносу как «сын кулака». Позже был восстановлен, но стипендии лишен. Учился за собственный счет. Во время учёбы работал библиотекарем в Государственной библиотеке БССР и секретарём Книжной палаты БССР. В университете при активной поддержке ректора Пичеты организовал краеведческое общество, участвовал в этнографических экспедициях, писал статьи по истории и краеведению. Окончил университет в 1929 году.

## Аресты, ссылки, лагеря
16 июня 1930 года был арестован по сфабрикованному делу «Союза освобождения Беларуси». Летом того же года по обвинению в «нацдемовщине» (национал-демократизме) было арестовано 108 виднейших деятелей национальной науки и культуры. 10 апреля 1931 года был выслан на 5 лет в Нолинск Вятской области.
В июле 1932 года был арестован вновь и 10 июня 1933 года осужден повторно. Заключён сначала в Мариинский исправительно-трудовой лагерь в Новосибирской области, потом в лагерь в посёлке Суслово Кемеровской области. Впоследствии учёный говорил, что именно в лагерях были написаны его кандидатская и докторская диссертации — мысленно, без возможности выражать мысли на бумаге.
Весной 1935 год был освобожден без права возвращения в БССР. Работал учителем истории и географии в школах и техникумах Поволжья. С 1939 года работал учителем в Ленинграде.
На следующий день после начала войны был арестован в третий раз, выслан в город Златоуст Челябинской области. При содействии академика, вице-президента АН СССР, директора Института физиологии АН СССР Л. А. Орбели, организованном женой Улащика Н. М. Шамариной, работавшей в том же институте, 28 ноября 1942 года был освобождён.
В 1947 году окончил аспирантуру Института истории АН СССР, защитил кандидатскую диссертацию. С 1948 года преподавал на кафедре западных и южных славян в Московском государственном университете. В 1949 году был уволен.
23 января 1950 года арестован в четвёртый раз, отбывал заключение в лагере в посёлке Суслово. Освобождён 25 марта 1955 года.

## После освобождения
После освобождения вернулся в Москву. До 1986 года работал научным сотрудником Института истории СССР. В это время были написаны крупнейшие работы историка. В Институте истории Улащик стал непререкаемым авторитетом в области истории Великого княжества Литовского и археографии Белоруссии. Кроме того, писал труды, посвященные малоизученным проблемам фольклора и этнографии, истории городов и местечек, национально-освободительного движения в Белоруссии, вопросам отечественной культуры и литературы. Написал работу по истории родной деревни Вицковщина, автобиографическую «Хронику». Выступал в печати и на телевидении с речами в поддержку белорусского языка и культуры.
Похоронен в нескольких километрах от Минска на Чижовском кладбище. На надмогильном камне высечены стихи Янки Купалы: «Мне сняцца сны аб Беларусі…» (бел.). В городе Старые Дороги Николаю Улащику установлен памятник.